# Вестбрук (Коннектикут)
Вестбрук (англ. Westbrook) — місто (англ. town) в США, в окрузі Міддлсекс штату Коннектикут. Населення — 6769 осіб (2020).

## Демографія
Згідно з переписом 2010 року, у місті мешкало 6938 осіб у 2948 домогосподарствах у складі 1853 родин. Було 3937 помешкань
Расовий склад населення:
| - 94,8 % — білих - 1,4 % — азіатів - 0,6 % — чорних або афроамериканців - 0,2 % — корінних американців - 1,9 % — осіб інших рас |

До двох чи більше рас належало 1,2 %. Частка іспаномовних становила 4,5 % від усіх жителів.
За віковим діапазоном населення розподілялося таким чином: 19,3 % — особи молодші 18 років, 60,4 % — особи у віці 18—64 років, 20,3 % — особи у віці 65 років та старші. Медіана віку мешканця становила 46,6 року. На 100 осіб жіночої статі у місті припадало 96,7 чоловіків;  на 100 жінок у віці від 18 років та старших — 94,2 чоловіків також старших 18 років.
Середній дохід на одне домашнє господарство  становив 139 081 долар США (медіана — 95 583), а середній дохід на одну сім'ю — 161 940 доларів (медіана — 131 196). Медіана доходів становила 75 268 доларів для чоловіків та 60 804 долари для жінок. За межею бідності перебувало 7,8 % осіб, у тому числі 3,3 % дітей у віці до 18 років та 4,4 % осіб у віці 65 років та старших.
Цивільне працевлаштоване населення становило 3799 осіб. Основні галузі зайнятості: освіта, охорона здоров'я та соціальна допомога — 23,8 %, науковці, спеціалісти, менеджери — 13,3 %, будівництво — 11,6 %, роздрібна торгівля — 11,3 %.